# Disembolus
Genre
Disembolus est un genre d'araignées aranéomorphes de la famille des Linyphiidae.

## Distribution
Les espèces de ce genre se rencontrent aux États-Unis et au Canada.

## Liste des espèces
Selon World Spider Catalog (version 16.5, 08/08/2015) :
- Disembolus alpha (Chamberlin, 1949)
- Disembolus amoenus Millidge, 1981
- Disembolus anguineus Millidge, 1981
- Disembolus bairdi Edwards, 1999
- Disembolus beta Millidge, 1981
- Disembolus concinnus Millidge, 1981
- Disembolus convolutus Millidge, 1981
- Disembolus corneliae (Chamberlin & Ivie, 1944)
- Disembolus galeatus Millidge, 1981
- Disembolus hyalinus Millidge, 1981
- Disembolus implexus Millidge, 1981
- Disembolus implicatus Millidge, 1981
- Disembolus kesimbus (Chamberlin, 1949)
- Disembolus lacteus Millidge, 1981
- Disembolus lacunatus Millidge, 1981
- Disembolus phanus (Chamberlin, 1949)
- Disembolus procerus Millidge, 1981
- Disembolus sacerdotalis (Crosby & Bishop, 1933)
- Disembolus sinuosus Millidge, 1981
- Disembolus solanus Millidge, 1981
- Disembolus stridulans Chamberlin & Ivie, 1933
- Disembolus torquatus Millidge, 1981
- Disembolus vicinus Millidge, 1981
- Disembolus zygethus Chamberlin, 1949

## Publication originale
- Chamberlin & Ivie, 1933 : Spiders of the Raft River Mountains of Utah. Bulletin of the University of Utah, Biological Series, vol. 23, no 4, p. 1-79.